# Хальстенберг, Марсель
Марсель Хальстенберг (нем. Marcel Halstenberg; 27 сентября 1991, Латцен, Германия) — немецкий футболист, защитник любительского клуба «Германия» (Грасдорф).

## Клубная карьера
Свою футбольную карьеру Хальстенберг начал в детской футбольной школе в районе Латцена Грасдорф. В 1996 году Марсель перешёл в молодёжную академию «Ганновера» и выступал за юношеские команды в Бундеслиге до 17 и до 19 лет.
По возрасту Хальстенберг в 2010 году был переведён в состав резервной команды «Ганновера», выступавшей в северной Регионаллиге, и 22 ноября 2010 года сыграл свой первый профессиональный матч против «Хольштайна», выйдя в стартовом составе.
По причине финансовых трудностей в летнее трансферное окно 2011 года Хальстенберг перешёл во вторую команду дортмундской «Боруссии». В первом же сезоне ему удалось закрепиться в основном составе команды на позиции правого защитника и помочь ей тем самым опередить на одно очко клуб «Шпортфройнде» в таблице западной Регионаллиги, заняв итоговое первое место, необходимое для прямого выхода в Третью лигу. В следующем сезоне Марсель сыграл 36 матчей из 38, выходя в стартовом составе 35 раз, и отметился тремя мячами в ворота соперников.
12 марта 2013 года было объявлено о подписании Хальстенбергом контракта с «Санкт-Паули», рассчитанным до 2016 года. Марсель и здесь сумел стать одним из ключевых игроков обороны, но 30 августа 2015 года перед самым закрытием трансферного окна после долгих переговоров он был продан в «РБ Лейпциг» за 3,5 миллиона евро. В новой команде вместе с Вилли Орбаном он составил основную пару центральных защитников и по итогам сезона вместе с командой пробился в первую Бундеслигу.
28 августа 2016 года в первом туре нового сезона Хальстенберг дебютировал в Бундеслиге, проведя на поле все 90 минут матча с «Хоффенхаймом».
В июле 2023 года Хальстенберг вернулся в «Ганновер 96», подписав контракт до 2025 года.

## Карьера в сборной
10 ноября 2017 года Хальстенберг дебютировал за сборную Германии в товарищеском матче против сборной Англии.

## Достижения
«РБ Лейпциг»
- Обладатель Кубка Германии (2): 2021/22, 2022/23